# 에르빈 파노프스키
에르빈 파노프스키(독일어: Erwin Panofsky, 1892년 3월 30일 ~ 1968년 3월 14일)는 독일계 유대인 미술사학자로, 나치 정권의 등장 이후 주로 미국에서 학문적 경력을 쌓았다.
그의 작업은 도상학의 현대 학술 연구에서 정점을 이루며, 여기에는 지대한 영향을 미친 《서양 미술의 르네상스와 재생》과 그의 걸작 《초기 네덜란드 회화》가 포함된다. 《르네상스 미술의 인문주의적 주제에 대한 도상학 연구》(1939년), 《시각 예술의 의미》(1955년), 1943년에 출간된 《알브레히트 뒤러의 생애와 예술》 연구를 포함한 그의 많은 저서들이 여전히 출판되고 있다.
파노프스키의 사상은 지성사 전반에 지대한 영향을 미쳤는데, 특히 역사적 사상을 활용하여 미술 작품을 해석하고 또 그 반대의 방법을 사용한 점이 주목할 만하다.

## 생애

### 유럽 시기
파노프스키는 하노버의 부유한 유대인 실레지아 광산 가문에서 태어났다. 베를린에서 성장하여 1910년 요아힘스탈 김나지움에서 아비투어를 취득했다. 1910년부터 1914년까지 프라이부르크, 뮌헨, 베를린에서 법학, 철학, 문헌학, 미술사를 공부했으며, 이 기간에 게오르크 뢰슈케를 대신하여 강의를 맡은 미술사학자 마르가레테 비버의 강의를 들었다.
파노프스키가 프라이부르크 대학교에서 수업을 듣고 있을 때, 약간 연상인 학생 쿠르트 바트가 그를 데리고 미술사학과 창립자인 빌헬름 푀게의 강의를 들으러 갔다. 파노프스키는 푀게의 지도하에 1914년 박사 논문을 작성했다. 그의 논문 주제인 뒤러의 예술 이론 《뒤러의 예술 이론: 이탈리아 예술 이론과의 관계를 중심으로》(Dürers Kunsttheorie: vornehmlich in ihrem Verhältnis zur Kunsttheorie der Italiener)는 이듬해 베를린에서 《알브레히트 뒤러의 이론 예술 교육》(Die Theoretische Kunstlehre Albrecht Dürers)라는 제목으로 출판되었다. 승마 사고로 인해 파노프스키는 제1차 세계 대전 군 복무에서 면제되었고, 이 시간을 활용하여 베를린에서 중세학자 아돌프 골드슈미트의 세미나에 참석했다.
파노프스키의 교수 자격 논문인 두 번째 박사 논문의 1920년 원고는 《미켈란젤로의 구성 원리, 특히 라파엘로의 구성 원리와의 관계》(Die Gestaltungsprinzipien Michelangelos, besonders in ihrem Verhältnis zu denen Raffaels)라는 제목으로, 2012년 8월 미술사학자 슈테판 클링겐에 의해 뮌헨 중앙미술사연구소의 오래된 나치 금고에서 발견되었다.
이 중요한 연구는 출판된 적이 없고 미술사학자의 미망인이 함부르크에서 원고를 찾지 못했기 때문에, 1943/44년 함부르크에서 분실된 것으로 오랫동안 추정되어 왔다. 파노프스키의 제자였던 미술사학자 루트비히 하인리히 하이덴라이히가 1946년부터 1970년까지 이 원고를 소지하고 있었던 것으로 보인다. 《쥐트도이체 차이퉁》에서 빌리발트 자우어랜더는 하이덴라이히가 이 원고의 발견을 공유했는지 여부에 대해 약간의 설명을 덧붙였다. "파노프스키는 미켈란젤로에 관한 초기 저작들로부터 역사적으로 거리를 두었는데, 이는 그가 그 주제에 싫증을 느꼈고," 자우어랜더에 따르면 "오스트리아-헝가리 미술사학자 요헌네시 빌데와 전문적인 갈등을 겪었기 때문이다. 빌데는 파노프스키가 미켈란젤로 드로잉에 대해 나눈 대화에서 얻은 아이디어를 자신에게 공로를 돌리지 않았다고 비난했다. 아마도 파노프스키는 분실된 자신의 작업의 행방에 대해 신경 쓰지 않았고 하이덴라이히는 이를 비밀로 유지한 것에 악의가 없었을 것이다... 하지만 여전히 의문은 남아있다."
파노프스키의 미술사 분야 학문적 경력은 그를 베를린 대학교, 뮌헨 대학교, 그리고 마지막으로 1920년부터 1933년까지 강의한 함부르크 대학교로 이끌었다. 이 시기에 미술사에 관한 그의 첫 주요 저작들이 등장하기 시작했다. 초기의 중요한 작품으로는 에른스트 카시러의 사상을 바탕으로 한 《이데아: 고대 예술 이론의 개념적 역사에 대한 기여》(1924년, Idea: Ein Beitrag zur Begriffsgeschichte der älteren Kunstheorie)가 있다.

### 미국 시기(1931년부터)
파노프스키는 1931년 뉴욕 대학교에서 강의하기 위해 처음 미국에 왔다. 처음에는 함부르크와 뉴욕을 오가며 번갈아 학기를 보낼 수 있었으나, 나치가 독일에서 정권을 잡은 후 그가 유대인이라는 이유로 함부르크 대학교의 임용이 종료되었고, 1916년부터 아내였던 미술사학자 도로테아 "도라" 모세(1885-1965)와 함께 영구적으로 미국에 머물게 되었다. 부부는 칼러-크라이스의 일원이 되었다. 1934년까지 뉴욕 대학교와 프린스턴 대학교로 동시에 출강했고, 1935년에는 뉴저지주 프린스턴의 새로 설립된 고등연구소 교수진에 합류하라는 초청을 받아 그곳에서 남은 경력을 보냈다.
파노프스키는 미국 예술 과학 아카데미, 미국철학학회, 영국 학사원 및 기타 여러 국가 학술원의 회원이었다. 1954년에는 네덜란드 왕립 예술 과학 아카데미의 외국인 회원이 되었다. 1962년에는 미국중세학회의 해스킨스 메달을 수상했다. 1947~1948년에 파노프스키는 하버드 대학교의 찰스 엘리엇 노턴 교수를 역임했으며, 이 강의는 후에 《초기 네덜란드 회화》가 되었다.
파노프스키는 특히 예술에서의 상징과 도상학 연구로 유명해졌다. 1934년의 논문에 이어 《초기 네덜란드 회화》(1953년)에서 파노프스키는 얀 판 에이크의 《아르놀피니 부부의 초상》(1934년)을 단순한 결혼식 장면의 묘사가 아닌 결혼 행위를 증명하는 시각적 계약으로 해석한 최초의 학자였다. 파노프스키는 모두 결혼의 성사를 가리키는 숨겨진 상징들의 풍부함을 밝혀냈다. 최근 몇 년 동안 이러한 결론에 이의가 제기되었지만, 파노프스키가 "숨겨진" 또는 "위장된" 상징이라고 불렀던 것에 대한 그의 연구는 여전히 북방 르네상스 미술의 연구와 이해에 매우 큰 영향을 미치고 있다. 마찬가지로 뒤러에 관한 그의 저서에서 파노프스키는 판화 《기사, 죽음, 악마》와 《멜랑콜리아 I》에 대해 길이 "상징적" 분석을 하는데, 전자는 에라스스의 《그리스도인 기사의 핸드북》을 바탕으로 하고 있다.
파노프스키는 물리학자 볼프강 파울리와 알베르트 아인슈타인의 친구로 알려져 있었다. 그의 둘째 아들인 볼프강 K. H. 파노프스키는 입자 가속기를 전문으로 하는 저명한 물리학자가 되었다. 그의 장남인 한스 A. 파노프스키는 "펜실베이니아 주립대학에서 30년간 강의했으며 기상학 연구에서 여러 가지 발전을 이룬 공로를 인정받은 대기과학자"였다. 볼프강 파노프스키가 말한 바에 따르면, 그의 아버지는 두 아들을 "나의 두 배관공"이라고 부르곤 했다. 윌리엄 S. 헥셔는 그의 제자이자 같은 망명자였으며 가까운 친구였다. 1973년 프린스턴에서 그의 후임으로 어빙 라빈이 임명되었다. 에르빈 파노프스키는 뉴저지주 프린스턴의 고등연구소의 "매우 저명한" 교수로, 제프리 칩스의 전기에서 "20세기에서 가장 영향력 있는 미술사학자"로 인정받았다. 1999년, 이 연구소의 교수 주택 단지에 새로 만들어진 "파노프스키 레인"이 그를 기리기 위해 명명되었다.

## 도상학
파노프스키는 함부르크의 바르부르크 연구소에서 아비 바르부르크와 그의 제자들, 특히 프리츠 작슬이 창안한 미술사 연구 방법론인 도상학의 가장 저명한 대표자였다. 그는 프리츠 작슬과 개인적, 전문적 우정으로 연결되어 있었으며, 그와의 협력을 통해 많은 저작을 남겼다. 그는 1939년에 발표한 "도상학과 도상해석학" 논문에서 자신의 방법론에 대해 간단하고 정확한 설명을 제시했다.

### 주제 또는 의미의 세 가지 층위

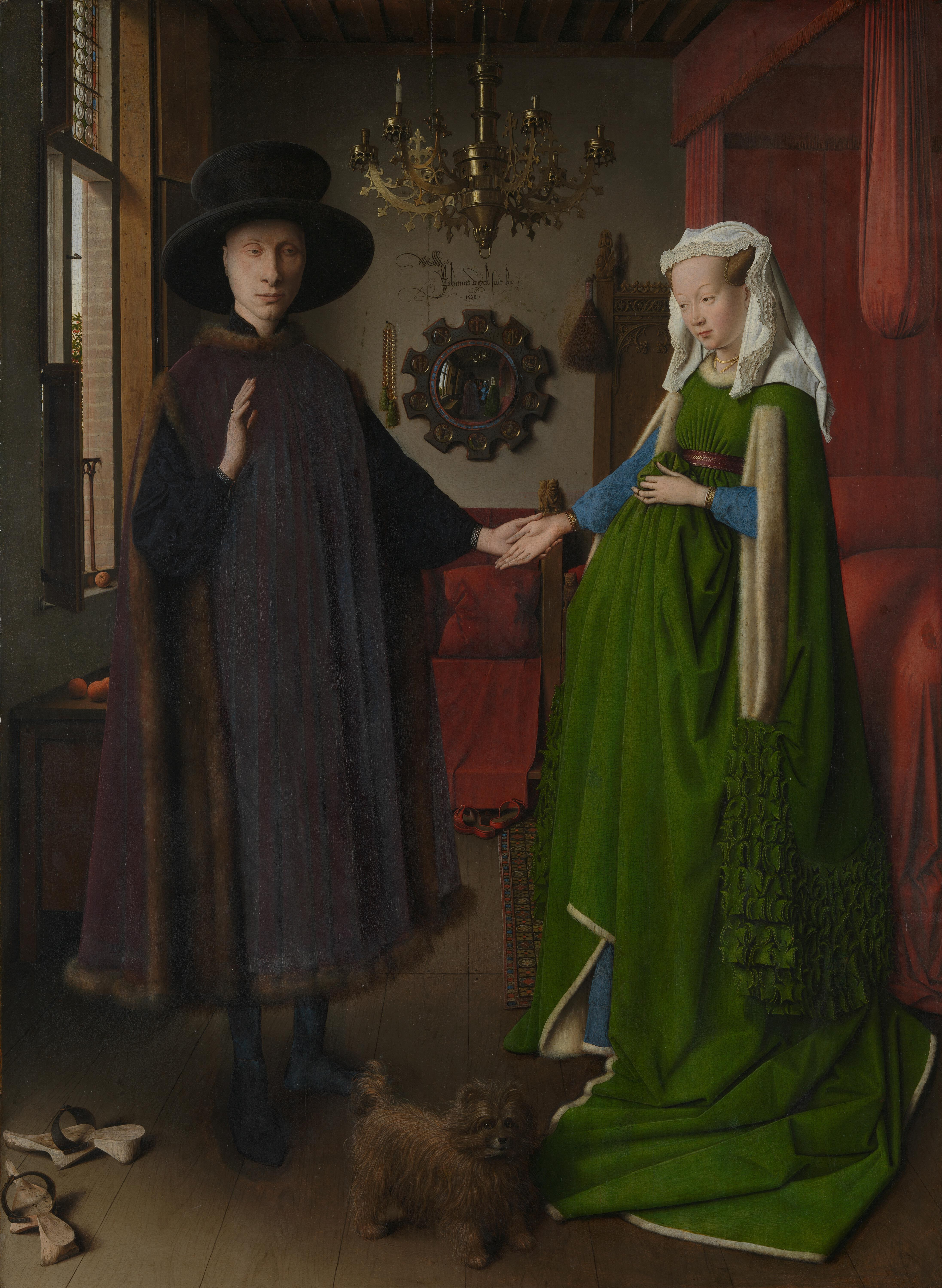
파노프스키는 도상학과 도상해석학 연구에 중요한 기여를 했는데, 여기에는 얀 판 에이크의 《아르놀피니 부부의 초상》(1434년)에 대한 그의 해석이 포함된다.

《도상학 연구》에서 파노프스키는 미술사적 이해의 세 가지 수준에 대한 자신의 생각을 상세히 설명한다.
- 일차적 또는 자연적 주제: 가장 기본적인 이해의 수준으로, 이 층위는 작품의 순수한 형태에 대한 지각으로 구성된다. 예를 들어, 최후의 만찬을 그린 그림을 보자. 만약 우리가 이 첫 번째 층위에서 멈춘다면, 그러한 그림은 단지 13명의 남자가 식탁에 앉아 있는 그림으로만 인식될 수 있을 것이다. 이 첫 번째 수준은 어떠한 문화적 지식도 더해지지 않은 작품에 대한 가장 기본적인 이해이다.
- 이차적 또는 관습적 주제(도상학): 이 층위는 한 걸음 더 나아가 문화적, 도상학적 지식의 비교를 수반한다. 예를 들어, 서양의 관람자라면 13명의 남자가 식탁에 둘러앉은 그림이 최후의 만찬을 표현한 것임을 이해할 것이다. 마찬가지로, 광배를 두른 남자와 사자의 표현은 성 마르코의 묘사로 해석될 수 있다.
- 삼차적 또는 본질적 의미 혹은 내용(도상해석학): 이 수준은 작품을 이해하는 데 있어 개인적, 기술적, 문화적 역사를 고려한다. 이는 미술을 고립된 사건이 아닌 역사적 환경의 산물로 바라본다. 이 층위에서 작업하는 미술사학자는 "왜 예술가가 《최후의 만찬》을 이런 방식으로 표현하기로 선택했을까?" 또는 "왜 성 마르코가 이 작품의 후원자에게 그토록 중요한 성인이었을까?"와 같은 질문을 할 수 있다. 본질적으로 이 마지막 층위는 종합이다; 이는 미술사학자가 "이 모든 것이 무엇을 의미하는가?"라고 묻는 것이다.

파노프스키에게 르네상스 미술을 검토할 때 이 세 가지 층위를 모두 고려하는 것이 중요했다. 어빙 라빈은 "의미에 대한 이러한 고집과 탐구 - 특히 아무도 의미가 있다고 의심하지 않았던 곳에서 - 가 파노프스키로 하여금 어떤 이전의 역사가도 하지 못했던 방식으로, 전통적인 자유 교양 과목과 동등한 지적 노력으로서의 미술을 이해하게 했다"고 말한다.
에르빈 파노프스키를 따라 발전한 도상해석학적 방법은 1950년대 중반 이후 비판적으로 논의되었으며, 일부는 강력하게 비판되기도 했다(오토 페히트, 스베틀라나 알퍼스). 그러나 비평가들 중 누구도 파노프스키의 해석 모델을 완전히 대체할 수 있는 모델을 찾지 못했다.
파노프스키가 평생 연구한 기독교 미술의 해석과 관련하여, 가능한 출처로서의 텍스트에 대한 도상학적 관심은 여전히 중요하다. 기독교 이미지와 건축물의 의미는 대부분의 후원자, 예술가, 관람자들이 일반적으로 권위 있다고 여겼던 성서, 전례, 신학 텍스트의 내용과 밀접하게 연관되어 있기 때문이다.

### 스타일과 영화 매체
1936년 논문 "영화의 스타일과 매체"(온라인 원문)에서 파노프스키는 영화 매체에 "고유한 시각적 증상"을 설명하고자 한다.

## 유산
2016년 뮌헨의 중앙미술사연구소는 파노프스키 교수직을 설립했다. 첫 파노프스키 교수들은 빅터 스토이치타(2016년), 고빈 알렉산더 베일리(2017년), 캐롤라인 반 에크(2018년), 올리비에 본페이(2019년)였다. 그의 작업은 《예술의 규칙》과 《구별짓기》와 같은 저서에서 프랑스 사회학자 피에르 부르디외가 발전시킨 취향 이론에 크게 영향을 미쳤다. 특히 부르디외는 그의 아비투스 개념을 처음에는 파노프스키의 《고딕 건축과 스콜라 철학》에서 차용했으며, 이전에 이 작품을 프랑스어로 번역한 바 있다.

## 저작
거의 모든 텍스트는 온라인으로 접근 가능하며, 참고문헌을 참조하면 된다.
- 《이데아: 고대 예술 이론의 개념적 역사에 대한 기여》(Idea: A Concept in Art Theory, 1924년)[22]
- 《상징 형식으로서의 원근법》(Perspective as Symbolic Form, 1927년).[23] 1924-25년 함부르크 바르부르크 연구소에서 행한 강의.
- 《도상학 연구》(Studies in Iconology, 1939년)[24]
- 《알브레히트 뒤러의 생애와 예술》(The Life and Art of Albrecht Dürer, 1943년)[25]
- 《슈제 수도원장의 생 드니 수도원 교회와 그 미술품에 관하여》, 게르다 파노프스키-죄르겔과 함께 편집, 번역, 주석(Abbot Suger on the Abbey Church of St.-Denis and Its Art Treasures, 1946년).[26] 1938년 노스웨스턴 대학교에서 진행한 노먼 웨이트 해리스 강의를 바탕으로 함.
- 《고딕 건축과 스콜라 철학》(Gothic Architecture and Scholasticism, 1951년)[27]
- 《초기 네덜란드 회화: 그 기원과 성격》(Early Netherlandish Painting: Its Origins and Character, 1953년).[28] 1947~48년 찰스 엘리엇 노턴 강의를 바탕으로 함.
- 《시각 예술의 의미. 미술사에 관한 논문들》(Meaning in the Visual Arts. Papers in and on Art History, 1955년)[29]
- 《판도라의 상자: 신화적 상징의 변화하는 양상》(Pandora's Box: the Changing Aspects of a Mythical Symbol, 1956년), 도라 파노프스키와 공저[30]
- 《서양 미술의 르네상스와 재생》(Renaissance and Renascences in Western Art, 1960년)[31]
- 《무덤 조각: 고대 이집트에서 베르니니까지 그 변화하는 양상에 대한 네 강의》(Tomb Sculpture: Four Lectures on Its Changing Aspects from Ancient Egypt to Bernini, 1964년), H. W. 잰슨과 공저[32]
- 《토성과 우울: 자연 철학, 종교, 예술의 역사에 관한 연구》(Saturn and Melancholy: Studies in the History of Natural Philosophy, Religion, and Art, 1964년), 레이몬드 클리반스키, 프리츠 작슬과 공저[33]
- 《티치아노에 관한 문제들, 주로 도상학적인》(Problems in Titian, Mostly Iconographic, 1969년)[34] 메트로폴리탄 미술관에서 행한 뉴욕 대학교 미술연구소의 라이츠만 강의.

사후 출판
- 《스타일에 관한 세 편의 에세이》 (Three Essays on Style, 1995년):[35] "바로크란 무엇인가?"(What Is Baroque?, 이전 미발표), "영화의 스타일과 매체"(Style and Medium in the Motion Pictures, 1936년 "영화에 대하여"로 발표, 1947년 개정), "롤스로이스 라디에이터의 이념적 선행 요소들"(The Ideological Antecedents of the Rolls-Royce Radiator, 1963년). 어빙 라빈이 편집 및 서문을 쓰고, 윌리엄 S. 헥셔의 회고록 포함.
- "미켈란젤로가 조각하지 못한 쥐" (The Mouse That Michelangelo Failed to Carve, 1964년)[36]
- "라틴어 시" (Carmina Latina, 2018년), 게레온 베히트-요르덴스가 편집, 서문 및 간략한 주석 작성[37]

## 참고문헌
각주
1. ↑  “Erwin Panofsky – Dictionary of Art Historians”. 《arthistorians.info》. 2020년 3월 3일에 원본 문서에서 보존된 문서. 2016년 3월 25일에 확인함.
2. 1 2  Shone, Richard and Stonard, John-Paul, eds. The Books that Shaped Art History, chapter 7. London: Thames & Hudson, 2013.
3. 1 2  Chartier, Roger. Cultural History, pp. 23–24 (from "Intellectual History and the History of Mentalités"). Ithaca: Cornell University Press, 1988
4. ↑  Uta Nitschke-Joseph, "A Fortuitous Discovery: An Early Manuscript by Erwin Panofsky Reappears in Munich". Institute for Advanced Study (Spring 2013).
5. ↑  "Der Fund im Panzerschrank", Frankfurter Allgemeine Zeitung, August 31, 2012.
6. ↑  "Die jüngsten Funde haben unser Wissen bereichert", Frankfurter Allgemeine Zeitung, 31 August 2012.
7. ↑  artforum.com: International News Digest, September 26, 2012
8. ↑  “Erwin Panofsky” (PDF). Institute for Advanced Study. 2017년 1월 25일에 확인함.
9. ↑  “Erwin Panofsky”. 《American Academy of Arts & Sciences》 (영어). 2023년 2월 9일. 2023년 4월 14일에 확인함.
10. ↑  “APS Member History”. 《search.amphilsoc.org》. 2023년 4월 14일에 확인함.
11. ↑  “Erwin Panofsky (1892–1968)”. Royal Netherlands Academy of Arts and Sciences. 2015년 7월 26일에 확인함.
12. ↑  “Hans A. Panofsky, 70, Scientist”. 《New York Times》. 1988년 3월 11일. 2017년 1월 25일에 확인함.
13. ↑  Jeffrey Chipps  Smith, Introduction in Erwin Panofsky "The Life and Art of Albrecht Durer", Princeton University Press, Princeton, 2005, p.XXVII)
14. ↑  “Streets at the Institute”. Institute for Advanced Study. 2017년 1월 25일에 확인함.
15. ↑  Panofsky, Erwin. Studies in Iconology: Humanistic Themes in the Art of the Renaissance. New York: Harper & Row, 1972. pp. 5–9.
16. ↑  Lavin, Irving. "Panofsky's History of Art" in Meaning in the Visual Arts: Views from the Outside. Princeton: Institute for Advanced Study, 1995. p. 6.
17. ↑  Dieter Wuttke (2017). Erwin Panofsky (1892-1968), in: The Routledge Companion to Medieval Iconography, ed. by Colum Hourihane, London and New York, pp. 105-122, here p. 119).
18. ↑  Ralf van Bühren, and Maciej Jan Jasiński (2024). The invisible divine in the history of art. Is Erwin Panofsky (1892–1968) still relevant for decoding Christian iconography?, in Church, Communication and Culture 9, pp. 1-36, here pp. 1-4, 9, 23, 28.
19. ↑  Panofsky, Erwin; Lavin, Irving (1995). 《Three Essays on Style》. Cambridge, Massachusetts: The MIT Press. 3쪽. ISBN 978-0262661034.
20. ↑  “Panofsky Lecture — Zentralinstitut für Kunstgeschichte”.
21. ↑  Review 보관됨 4월 9, 2009 - 웨이백 머신 of Holsinger, The Premodern Condition, in Bryn Mawr Review of Comparative Literature 6:1 (Winter 2007).
22. ↑  Panofsky, Erwin (1968). 《Idea: A Concept in Art Theory》 (영어). Harper & Row. ISBN 9780064300490.
23. ↑  Panofsky, Erwin (1991). 《Perspective as Symbolic Form》 (PDF). 번역 Christopher S. Wood. Zone Books. ISBN 9780942299526.
24. ↑  Panofsky, Erwin (1939). 《Studies in Iconology》. New York: Oxford University Press.
25. ↑  Erwin Panofsky (1955). 《The Life and Art of Albrecht Dürer》 (PDF). Princeton, NJ: Princeton University Press. ISBN 0-691-00303-3.
26. ↑  Suger (1946).  Panofsky, Erwin, 편집. 《Abbot Suger on the Abbey Church of St.-Denis and Its Art Treasures》 (영어). Princeton University Press.
27. ↑  Panofsky, Erwin (1957). 《Gothic Architecture and Scholasticism》 (영어). New York: Meridian Books.
28. ↑  Panofsky, Erwin (1958). 《Early Netherlandish Painting, Its Origins and Character: Text》 (영어). Harvard University Press.
29. ↑  Panofsky, Erwin (1955). 《Meaning in the Visual Arts》 (영어). Doubleday. ISBN 9780226645513.
30. ↑  Panofsky, Dora; Panofsky, Erwin (1956). 《Pandora's Box: The Changing Aspects of a Mythical Symbol》 (영어). Pantheon Books. ISBN 9780691018249.
31. ↑  Panofsky, Erwin (1965). 《Renaissance and Renascences in Western Art》. Uppsala: Almqvist & Wiksell.
32. ↑  Panofsky, Erwin; Janson, Horst Woldemar (1964). 《Tomb Sculpture: Four Lectures on Its Changing Aspects from Ancient Egypt to Bernini》. Abrams.
33. ↑  Klinbansky, Raymond; Panofsky, Erwin; Saxl, Fritz (1979). 《Saturn and Melancholy: Studies in the History of Natural Philosophy, Religion, and Art》 (영어). Nedeln, Liechtenstein: Kraus Reprint.
34. ↑  Panofsky, Erwin (1969). 《Problems in Titian, mostly iconographic》 (영어). New York University Press. ISBN 9780714813257.
35. ↑  Panofsky, Erwin (1995).  Irving Lavin, 편집. 《Three Essays on Style》 (영어). Cambridge (Mass.) and London: MIT Press. ISBN 0-262-16151-6.
36. ↑  〈The Mouse That Michelangelo Failed to Carve〉 (PDF). 《Essays in Memory of Karl Lehmann》. New York: Institute of Fine Arts, New York University. 1964. 242–255쪽.
37. ↑  In: Gereon Becht-Jördens (Ed.): Ewig die Liebe allein. Erwin Panofsky, der sich auch Pan nennt. Lateinische Gedichte gesammelt, revidiert, berichtigt und mit einigen knappen Anmerkungen versehen. Mit Einleitung in lateinischer und deutscher Sprache sowie deutschen Versübertragungen. Königshausn & Neumann, ISBN 978-3-8260-6260-5 (in Latin and German).

서지
- Bühren, Ralf van, and Maciej Jan Jasiński, The invisible divine in the history of art. Is Erwin Panofsky (1892–1968) still relevant for decoding Christian iconography?. In Church, Communication and Culture 9 (2024), pp. 1–36. DOI:10.1080/23753234.2024.2322546.
- Holly, Michael Ann, Panofsky and the Foundations of Art History, Ithaca, Cornell University Press, (1985)
- Ferretti, Sylvia, Cassirer, Panofsky, Warburg: Symbol, Art, and History, New Haven, Yale University Press, (1989)
- Lavin, Irving, editor, Meaning in the Visual Arts: View from the Outside. A Centennial Commemoration of Erwin Panofsky (1892–1968), Princeton, Institute for Advanced Study, (1995)
- Panofsky, Erwin, and Irving Lavin (Ed.), Three essays on style, Cambridge, MA, MIT Press, (1995)
- Panofsky, Erwin. 보관됨 3월 3, 2020 - 웨이백 머신 in the  Dictionary of Art Historians, Lee Sorensen, ed.
- Wuttke, Dieter (Ed.), Erwin Panofsky. Korrespondenz, Wiesbaden, Harrassowitz, (2001–2011)